# Бритт, Юджин
Юджин Виктор Бритт (англ. Eugene Victor Britt; род. 4 ноября 1957 года, Гэри, округ Лейк, штат Индиана) — американский серийный убийца и насильник, совершивший серию из как минимум 7 убийств девочек и женщин, сопряженных с изнасилованиями в период с мая по сентябрь 1995 года на территории городов Гэри и Портедж (штат Индиана). Всего Бритт признался в совершении 10 убийств.

## Биография
Юджин Виктор Бритт родился 4 ноября 1957 года. Его родители вели маргинальный образ жизни и страдали алкогольной зависимостью. Детство и юность Юджин провёл на территории города Гэри (штат Индиана). Имел несколько братьев и сестёр. Отец постоянно подвергал агрессии его и его мать, благодаря чему Бритт в возрасте 14 лет бросил школу и ушёл из дома, начав вести бродяжнический образ жизни и увлекаться наркотическими веществами. В школьные годы у него были выявлены признаки умственной отсталости.
В апреле 1978 года он совершил нападение на 17-летнюю девушку, которая возвращалась домой из школы Roosevelt High School, в ходе которого он изнасиловал её и ограбил. Позже Бритт был арестован и осуждён, получив в декабре 1978 года уголовное наказание в виде 30 лет лишения свободы. Отбыв 15 лет, Юджин Бритт получил условно-досрочное освобождение и вышел на свободу в августе 1993 года. После освобождения он вернулся в Гэри, где вследствие материальных трудностей начал снова вести бродяжнический образ жизни. В этот период он ночевал в приютах для бездомных, проживал у одной из своих сестер и сменил несколько работ, занимаясь низкоквалифицированным трудом. Большую часть свободного времени он предпочитал проводить в поездках по городу на велосипеде. В начале осени 1995 года Юджина Бритта сбил поезд, после чего он получил ранения и последующие несколько недель был вынужден передвигаться на инвалидной коляске.

## Разоблачение
3 ноября 1995 года Юджин Бритт был задержан по подозрению в совершении убийства 8-летней Сары Линн Полсен, чье тело было обнаружено 22 августа 1995 года на территории города Портедж недалеко от ее дома.
Во время расследования убийства девочки, полицией на её теле было найдено около 20 волокон из ворсовых полиэстеровых нитей синего и зеленого цвета, которые соответствовали типу волокон, используемых для производства униформы сотрудников сети ресторанов быстрого питания «Hardee’s». Во время убийства девочки Бритт работал в одном из этих ресторанов, который был расположен в городе Портедж, и был отправлен домой в середине рабочего дня за совершение административного правонарушения, после чего замечен вместе со своим велосипедом недалеко от места убийства. В ходе расследования у него была изъята униформа с целью проведения лабораторных исследований.
Через несколько дней, 6 ноября Юджин Бритт признался в совершении убийства девочки Клайду Смиту, заведующему приюта для бездомных, где Бритт проживал на тот момент до ареста и в совершении еще 9 убийств. После разговора Смит убедил Юджина сознаться следователям в совершении преступлений, что он сделал на следующий день. Во время 8-часового допроса Бритт признался в убийстве 10 человек, в том числе в убийстве Сары Линн Полсен. Тела восьми женщин были найдены в Гэри между 9 мая и 12 сентября 1995 года. Юджин признался в убийстве всех, кроме одной, и показал на карте расположение мест сброса тел. Ранее как минимум три из этих семи смертей не считались убийствами. Тело одной из жертв было обнаружено в состоянии сильной степени разложения, в результате чего судебно-медицинский эксперт не смог установить причину смерти. Две других жертвы считались умершими в результате проблем со здоровьем.
Жертвами Юджина Брита были девочки, женщины и один мужчина, которые находились в возрасте от 8 до 51 года. Одна из жертв являлась проституткой. На допросе Бритт уточнил, что мотивом совершения большинства убийств являлись приказы потусторонних сил с помощью голосов неустановленного происхождения. Он заявил, что совершал нападение на своих жертв в безлюдных местах, сзади, после чего оттаскивал в сторону, где совершал изнасилование и впоследствии душил их с помощью своих рук. Обстоятельства убийства мужчины согласно его показаниям, отличались от обстоятельств совершения других убийств. Он заявил, что однажды его попытались ограбить двое мужчин, когда он из-за поломки своего велосипеда заблудился в городе в поисках запчастей. Во время нападения Бритт, обладая высоким ростом и крупным телосложением, смог отбиться от нападавших и уйти. Через некоторое время он выследил одного из грабителей, после чего сам совершил на него нападение, в ходе которого избил и задушил его. Также он заявил, что инцидент с поездом незадолго до его разоблачения, в результате чего он получил травмы — был попыткой самоубийства.
На основании показаний Юджина Бритта в последующие дни полиция обнаружила в одном из указанном им месте — кости и одежду еще одной жертвы, которая в декабре того же года по прижизненным стоматологическим рентгеновских снимкам челюстей была идентифицирована как 24-летняя Тоня Данлэп, которая пропала без вести 18 июля 1995 года. Несмотря на то, что согласно его показаниям, убийств было 10, полицией в конечном итоге были обнаружены тела и останки только 7 жертв.

## Судебные процессы
После разоблачения Юджину Бритту было предъявлено обвинение на территории округа Портер в совершении убийства Сары Полсен. В мае 1996 года на основании соглашения о признании вины он избежал смертной казни и получил в качестве уголовного наказания пожизненное лишение свободы плюс 100 лет лишения свободы. Летом того же года он был этапирован в окружную тюрьму округа Лейк, в ожидании завершения расследования по другим эпизодам. В феврале 2000 года, после тщательного расследования остальных убийств, ему было предъявлено обвинение в совершении изнасилования 13-летней девочки и в совершении ещё 6 убийств.
В середине 2000 года адвокаты Бритта заявили, что его психическое состояние ухудшилось и он находится в состоянии невменяемости, по причине чего не подлежит уголовной ответственности и нуждается в принудительном лечении. На основании ходатайства обвинения, в конце того же года была проведена судебно-психиатрическая экспертиза, на основании результатов которой Юджин Бритт в январе 2001 года был признан вменяемым и способным по состоянию здоровья предстать перед судом.
Однако открытие судебного процесса в силу различных причин и обстоятельств несколько раз переносилось. Судебный процесс открылся лишь в 2006 году. 6 октября 2006 года Юджин Бритт признал себя виновным в убийстве 14-летней Накиты Мур, 24-летней Тони Данлэп, 41-летней Максин Уокер, 50-летней Бетти Аскью, 27-летней Мишель Бернс и 41-летней Деборы МакГенри и в совершении нападения и изнасилования 13-летней девочки. На основании судебно-медицинского освидетельствования у него была подтверждена умственная отсталость, в связи с чем суд проявил к нему снисхождение. 3 ноября того же года Бритт был приговорен к 245 годам лишения свободы. Во время оглашения приговора он разрыдался, выразил раскаяние в содеянном и попросил прощения у родственников жертв.
После суда Юджин Бритт был этапирован в тюрьму «Indiana State Prison», расположенную на расстоянии 80 километров от Чикаго. По состоянию на январь 2021 года, 63-летний Юджин Бритт жив и продолжает отбывать свое наказание под идентификационным номером «963641»